# 检查文化
检查文化是指中国大陆所独有的一种下级官员欺瞒上级官员及造假的特殊官场风气，实际是一种形式主义。

## 形式
通常的表现形式为：接到上级领导巡视的通知后，下级官员会事先营造良好的环境气氛，例如搞卫生、学雷锋、先进性学习、誓师等形式。在舆论上大作文章、大量利用媒体广播。在通过上级检查或巡视后，一切会回復原形。每一次检查都会消耗极大的人力财力资源，不但大兴土木，而且下级官员事后必要大肆庆祝。

## 民间反应
多数民众对此表现冷漠麻木，并且十分无奈。